# Toma Ihlenburg
Toma Ihlenburg (* 4. Dezember 2002) ist eine deutsche Fußballspielerin. Seit dem 1. Juli 2024 ist sie Vertragsspielerin des FC Carl Zeiss Jena.

## Karriere

### Vereine
Ihlenburg begann in Collinghorst in der Spielgemeinschaft Collinghorst/Rajen mit dem Fußballspielen. Im weiteren Verlauf spielte sie in der Saison 2016/17 für gleich zwei Vereine, für die C-Juniorinnenmannschaft des in Nortmoor ansässigen SV Nortmoor und für die in der Landesliga spielende C-Juniorenmannschaft des SC Blau-Weiß Papenburg als eines von zwei Mädchen, bevor sie in die B-Jugendmannschaft des SV Meppen wechselte. Von 2017 bis 2019 kam sie in insgesamt 33 Punktspielen in der Staffel Nord/Nordost der B-Juniorinnen-Bundesliga zum Einsatz, in denen sie drei Tore erzielte.
Zur Saison 2019/20 rückte sie in die zweite Mannschaft auf, für die sie ihre ersten 13 Punktspiele im Seniorinnenbereich bestritt – alle über 90 Minuten. Ihr Debüt in der drittklassigen Regionalliga Nord gab sie zum Saisonauftakt am 18. August 2019 bei der 2:3-Niederlage im Auswärtsspiel gegen Holstein Kiel. Ihr erstes und einziges Saisontor erzielte sie am 17. November 2019 (12. Spieltag) beim 4:0-Sieg im Heimspiel gegen den TV Jahn Delmenhorst mit dem Treffer zum 3:0 in der 37. Minute. Eine Woche vor ihrem letzten Drittligaspiel, kam sie erstmals für die erste Mannschaft in der 2. Bundesliga bei der 0:8-Niederlage im Auswärtsspiel gegen den 1. FFC Frankfurt II als Einwechselspielerin in der 71. Minute zum Einsatz. In der Folgesaison bestritt sie elf Bundesligaspiele (Debüt am 6. September 2020 (1. Spieltag) im torlosen Spiel beim MSV Duisburg) und erstmals ein Pokalspiel, in dem sie beim 9:0-Erstrundensieg über den Viertligisten BSV Grün-Weiss Neukölln das Tor zum 3:0 in der 39. Minute beitrug. Nach dem Abstieg aus der höchsten Spielklasse trug sie mit 23 Zweitligaspielen, in denen sie drei Tore erzielte, zur Meisterschaft und Rückkehr in diese bei. Nach zehn Punktspielen, die sie in der Erstligasaison bestritten hatte, stieg sie mit ihrer Mannschaft ein zweites Mal in die 2. Bundesliga ab.
Am 19. Juni 2024 wurde ihre Verpflichtung zur Saison 2024/25 auf der Website des Bundesligaaufsteigers FC Carl Zeiss Jena öffentlich.

### Auswahlmannschaft
Ihlenburg kam als Spielerin der Auswahlmannschaft des Niedersächsischen Fußballverbandes in der Altersklasse U18 vom 3. bis zum 6. Oktober in drei Turnierspielen um den DFB-Länderpokal an der Sportschule Wedau in Duisburg zum Einsatz.

## Erfolge
- Meister 2. Bundesliga 2022 und Aufstieg in die Bundesliga

## Sonstiges
Ihlenburg spielte zu Beginn ihrer Zeit als Fußballspielerin parallel auch Handball für den SC Ihrhove 07, mit dem sie im Frühjahr 2016 mit einem 34:19-Erfolg bei der HSG Delmenhorst den Titel in der Landesklasse der C-Mädchen gewann. Ihlenburg ist die Tochter des Bürgermeisters von Rhauderfehn.